# NunaGreen
NunaGreen (bis 2022 Nunaoil) ist das staatliche grönländische Energiewirtschaftsunternehmen. Bis 2022 war es das staatliche Mineralölunternehmen.

## Geschichte
Nunaoil wurde Anfang 1985 gegründet, um von dänisch-grönländischer Seite an der von der Atlantic Richfield Company durchgeführten Erschließung von Ölvorkommen in Jameson Land teilnehmen zu können. Das Unternehmen gehörte anfangs zu 50 % der grönländischen Regierung und zu 50 % dem dänischen Staat. Nunaoil erhielt 25 % Lizenzanteil in Jameson Land. Ab 1987 beteiligte sich Nunaoil auch an der Suche nach anderen mineralischen Rohstoffen in Grönland. In den 1990er Jahren führte ein von Nunaoil geleitetes Projekt großflächige Untersuchungen in Nordwest- und Nordostgrönland durch. 1998 wurde die Suche nach anderen mineralischen Rohstoffen ausgelagert, sodass Nunaoil sich fortan wieder ausschließlich mit der Suche nach Öl und Gas beschäftigte. Im selben Jahr verkaufte der dänische Staat seinen Aktienanteil an das Unternehmen DONG Energy. 2000 wurde erstmals eine Testbohrung durchgeführt. 2003 wurde beschlossen, dass Nunaoil zu 12,5 % an allen Ölprojekten in Grönland beteiligt sein sollte. 2006 ging der Aktienanteil von DONG Energy wieder an den dänischen Staat über. 2008 war Nunaoil an 13 Lizenzen in Grönland beteiligt. 2009 kaufte die grönländische Regierung den dänischen Anteil des Unternehmens, womit Nunaoil fortan zu 100 % ein grönländisches Staatsunternehmen war. 2010 wurden drei weitere Testbohrungen durchgeführt. 2011 hatte Nunaoil bereits Beteiligungen an 20 Lizenzen in Grönland mit einer Fläche von 202.000 km² (etwa der doppelten Fläche Islands). 2014 wurde beschlossen, dass der Lizenzanteil von Nunaoil fortan auf 6,25 % reduziert wird. Anschließend ging das Interesse an der Erschließung von Ölvorkommen in Grönland zurück. 2016 wurden alle Lizenzen vor der westgrönländischen Küste zurückgegeben und 2018 wurden auch die drei Lizenzen vor der ostgrönländischen Küste zurückgegeben, womit Nunaoil nur noch an zwei Lizenzen in Jameson Land beteiligt ist. Bereits 2017 waren Büroflächen und Mitarbeiterwohnungen verkauft und der Großteil der Mitarbeiter entlassen worden. 2021 beschloss die grönländische Regierung, dass die Suche nach Öl in Grönland im Zuge des Klimawandels vollständig beendet werden soll. Im Dezember 2022 wurde die rechtliche Grundlage für das Staatsunternehmen geändert und es in NunaGreen umbenannt, um sich zukünftig der Arbeit mit erneuerbaren Energien widmen.